# Bezirk Sambor
Bezirk Sambor – dawny powiat (Bezirk) kraju koronnego Królestwo Galicji i Lodomerii, funkcjonujący w latach 1854–1867. Siedzibą starostwa było miasto Sambor.

## Historia
Bezirk Sambor utworzono w ramach reformy uwłaszczeniowej z okresu Wiosny Ludów (1848–1849), która likwidowała jurysdykcję właściciela ziemskiego nad poddanymi. W Galicji, dominium – jako podstawowa jednostka administracyjna i filar systemu feudalnego straciło rację bytu. Konieczne stało się zatem wprowadzenie nowego systemu administracyjnego, którego zręby powstały w latach 1851–1855. Nowy trójstopniowy podział administracyjny objął 21 cyrkułów (niem. Kreise), 179 małych powiatów (niem. Bezirke) i ponad 6000 gmin (niem. Gemeinde).
Bezirk Sambor objął obszar o wielkości 7,6 mil², zamieszkany przez 41.291 ludzi i podzielony na 38 gmin katastralnych, w tym jedno miasto (Sambor). Wszedł w skład cyrkułu samborskiego, jako jeden z jego jedenastu powiatów.
Po nadaniu Galicji autonomii oraz powołaniu samorządu gminnego i powiatowego w 1865 zlikwidowano cyrkuły (Kreise). Dotychczasowe małe powiaty (Bezirke) w liczbie 179, utrzymały się do 1867 roku, kiedy to w następstwie kolejnej reformy administracyjnej (23 stycznia 1867) zostały zastąpione przez 74 większych powiatów. Obszar zniesionego Bezirk Sambor wszedł wtedy w skład nowych powiatów samborskiego, rudeckiego i staromiejskiego (vide podział w tabeli poniżej). 19 czerwca 1867, 10 stycznia 1869 i 1 maja 1880  częściowo zmieniono granice  powiatów rudeckego i samborskiego. 1 stycznia 1900 nazwę powiatu staromiejskiego zmieniono na starosamborski; zniesiono go 1 kwietnia 1932.

## Podział administracyjny (1854)
| Lp. | Gmina jednostkowa                   | Powierzchnia | Ludność | Powiat w 1867 po zniesieniu |
| --- | ----------------------------------- | ------------ | ------- | --------------------------- |
| 1   | Sambor (M)                          | 5650         | 10544   | samborski                   |
| 2   | Szade                               | 1380         | 411     | samborski                   |
| 3   | Neudorf                             | 410          | 207     | samborski                   |
| 4   | Czukiew                             | 4005         | 1984    | samborski                   |
| 5   | Bereźnica                           | 1365         | 731     | samborski                   |
| 6   | Olszanik                            | 3510         | 1018    | samborski                   |
| 7   | Waniowice                           | 1540         | 1083    | samborski                   |
| 8   | Dąbrówka                            | 965          | 793     | samborski                   |
| 9   | Strzałkowice                        | 1285         | 1298    | samborski                   |
| 10  | Mrozowice                           | 615          | 341     | samborski                   |
| 11  | Torczynowice                        | 2035         | 996     | samborski                   |
| 12  | Kaisersdorf                         | 2290         | 663     | samborski                   |
| 13  | Babina                              | 1740         | 1063    | samborski                   |
| 14  | Piniany                             | 940          | 639     | samborski                   |
| 15  | Brzegi                              | 1505         | 708     | rudecki                     |
| 16  | Mistkowice                          | 1715         | 633     | rudecki                     |
| 17  | Burczyce Stare z Nowymi             | 1200         | 439     | rudecki                     |
| 18  | Zarajsko                            | 1180         | 334     | rudecki                     |
| 19  | Kulczyce                            | 4615         | 1886    | samborski                   |
| 20  | Uherce Zapłatyńskie z Nowym Światem | 2440         | 1032    | samborski                   |
| 21  | Radłowice                           | 2510         | 902     | samborski                   |
| 22  | Krużyki                             | 850          | 383     | samborski                   |
| 23  | Biskowice z Rudnem                  | 3225         | 1974    | samborski                   |
| 24  | Maxymowice                          | 1200         | 436     | samborski                   |
| 25  | Pianowice z Tyrawą                  | 1465         | 779     | samborski                   |
| 26  | Łanowice                            | 2010         | 689     | samborski                   |
| 27  | Barańczyce Wielkie z Małymi         | 250          | 933     | samborski                   |
| 28  | Chlewiska                           | 675          | 231     | samborski                   |
| 29  | Wojutycze                           | 3425         | 1846    | samborski                   |
| 30  | Nadyby                              | 1270         | 610     | samborski                   |
| 31  | Kowenice                            | 1470         | 351     | samborski                   |
| 32  | Wykoty z Zarębami                   | 2150         | 975     | samborski                   |
| 33  | Torhanowice                         | 1135         | 529     | samborski                   |
| 34  | Straszewice                         | 2175         | 1083    | staromiejski                |
| 35  | Kobło Stare                         | 2305         | 649     | staromiejski                |
| 36  | Błażów                              | 3425         | 832     | samborski                   |
| 37  | Wola Błażowska                      | 1850         | 522     | samborski                   |
| 38  | Sielec                              | 2015         | 864     | samborski                   |

Objaśnienie:
(M) = miasto; (m) = miasteczko